# Vicente Wanchope
Vicente Wanchope   (Puerto Limón, 19 de juliol de 1946) fou un futbolista costa-riqueny de la dècada de 1970.
Fou 15 cops internacional amb la selecció de Costa Rica.
Pel que fa a clubs, destacà a Limonense i Herediano.